# Gżira
Gżira (forma estesa in lingua maltese il-Gżira, letteralmente isola; in italiano storico Gezira) è un comune di Malta situato nell'area del porto di Marsamuscetto tra Msida e Sliema.
Il lungomare di Gżira è famoso per la sua vista sulle mura della Valletta, illuminate in notturna, che fanno da sfondo all'isola Manoel, alla marina e ai giardini pubblici. La patrona di Gżira è la Nostra Signora di Monte Carmelo.
Kappara si trova non lontano da Gżira.
La ragione principale della popolarità della zona è che si trova in posizione abbastanza centrale a Malta, essendo vicina all'Università di Malta e alla capitale Valletta. Le attività principali della città sono le industrie dei servizi, i commerci e i servizi educativi. 
Il tasso di criminalità a Gżira è molto basso e la città è generalmente sicura come il resto di Malta e Gozo. La popolazione di Gżira è stata piuttosto stabile negli ultimi anni,con circa 8.029 residenti nel 2014. Gżira è nota come una città multiculturale, con comunità d'immigrazione ben integrate; 756 residenti nel 2011 erano stranieri (il 10.72%), in crescita rispetto ai 404 (5.70%) del 2005.

## Isola Manoel

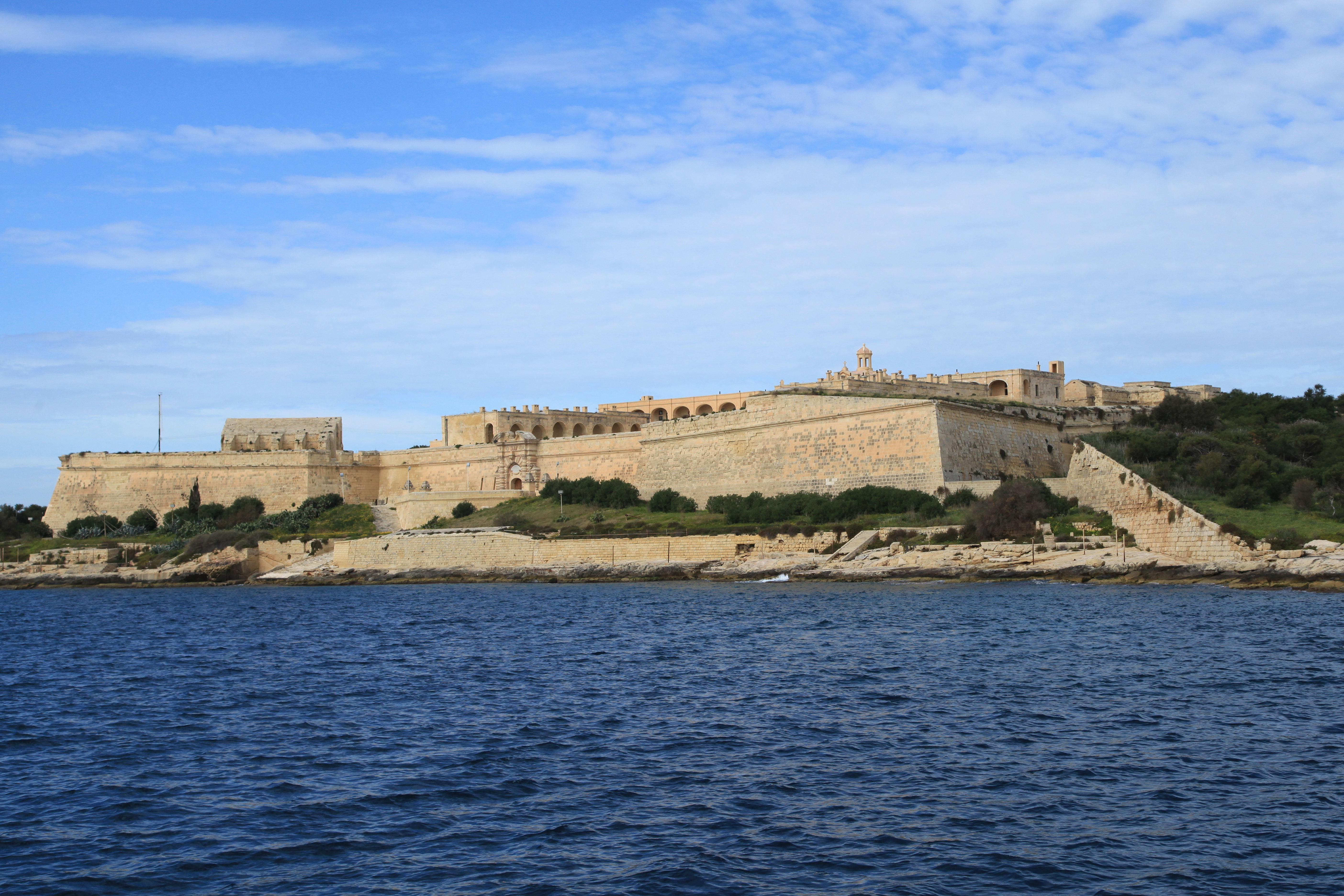
Isola di Manoel

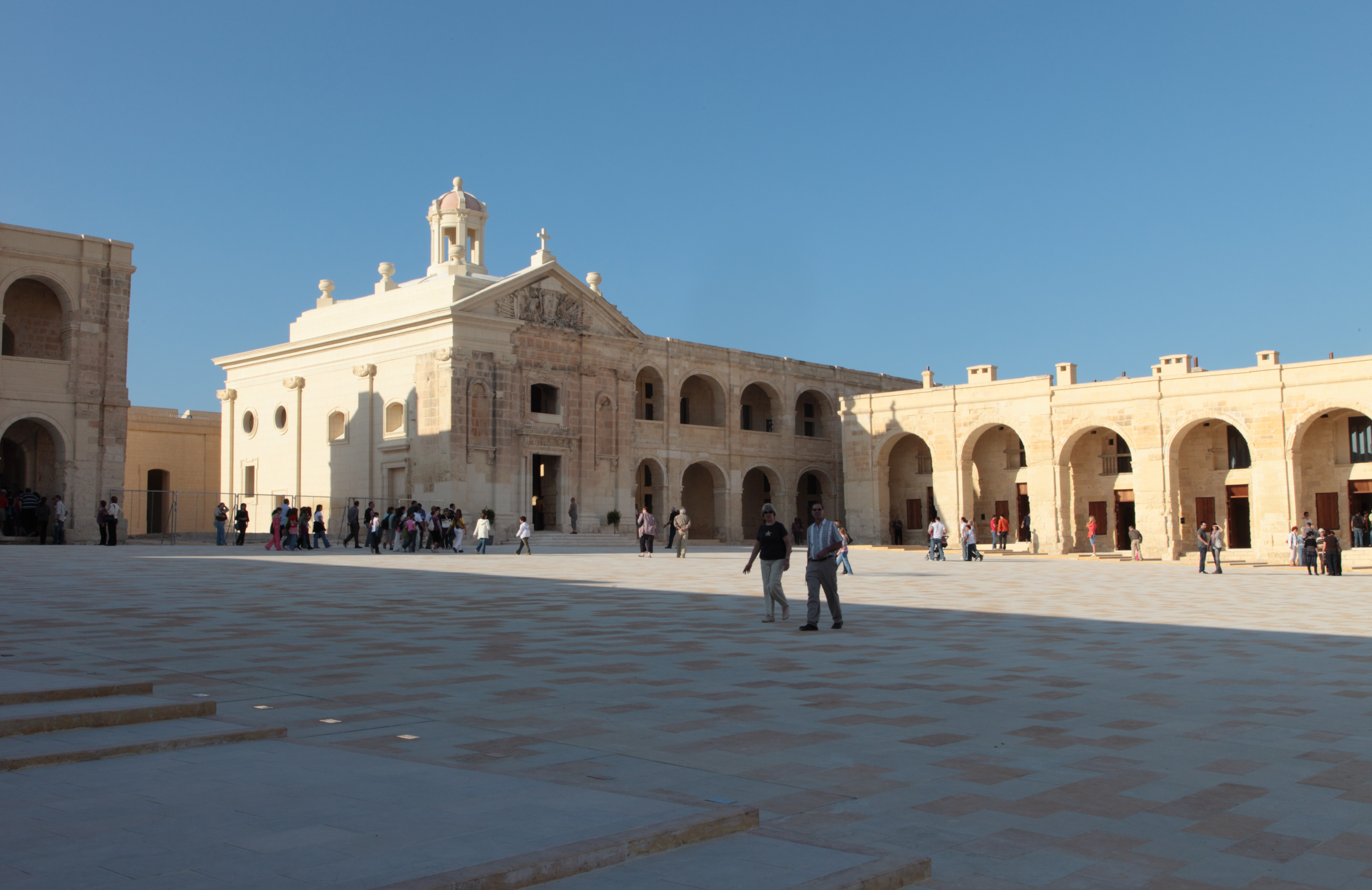
Piazza di Forte Manoel

La parola Gżira significa "isola" in lingua maltese, con riferimento alla prospiciente isola Manoel all'interno del porto di Marsamuscetto. L'isola era conosciuta originariamente come "isola del Vescovo" o il-Gżira tal-Isqof in maltese. Nel 1643 Jean Paul Lascaris, Grande Maestro dei Cavalieri Ospitalieri, costruì un ospedale di quarantena (lazzaretto) sull'isola, nel tentativo di controllare le epidemie di peste e colera, frequenti a bordo delle navi.
L'isola venne dedicata ad António Manoel de Vilhena, gran maestro portoghese che nel 1726 vi fece costruire un forte. Forte Manoel è considerato una meraviglia dell'ingegneria militare del XVIII secolo. Il progetto originale del forte è attribuito a Louis d'Augbigne Tigné, probabilmente modificato dal collega Charles François de Mondion, sepolto in una cripta sotto Fort Manoel. A un certo punto, i Cavalieri di Malta pensarono di costruire una città murata sull'isola Manoel; vi stabilirono infine su una fortezza progettata per ospitare fino a 500 soldati. Il forte ha un magnifico quadrangolo, parata e arcate, e ospitava una cappella barocca dedicata a Sant'Antonio di Padova, sotto diretta giurisdizione dell'Ordine.
Durante la Seconda guerra mondiale, l'Isola Manoel e la sua fortezza furono utilizzati come base navale dalla Royal Navy, che vi si riferiva variamente come "HMS Talbot" o "HMS Phænicia". La cappella di Sant'Antonio fu di fatto distrutta da un bombardamento della Luftwaffe nel marzo del 1942.
Da qualche anno, l'Isola Manoel ospita un santuario informale per anatre e altri uccelli acquatici, creato e mantenuto da un volontario locale e finanziati interamente da donazioni private, nei pressi del ponte che collega l'isola con il lungomare.
A partire dal novembre del 2006, il forte storico è stato sottoposto a importanti lavori di restauro e ristrutturazione, mentre un nuovo sviluppo immobiliare è in costruzione sull'isola Manoel. Il progetto di riqualificazione Manoel Island, tuttavia, è stato fortemente criticato per la sua vicinanza agli importanti edifici storici dell'isola. Una barriera protetta di circa 300 metri dopo il ponte chiarisce che il pubblico non è benvenuto sulla maggior parte dell'isola.

## Storia di Gżira

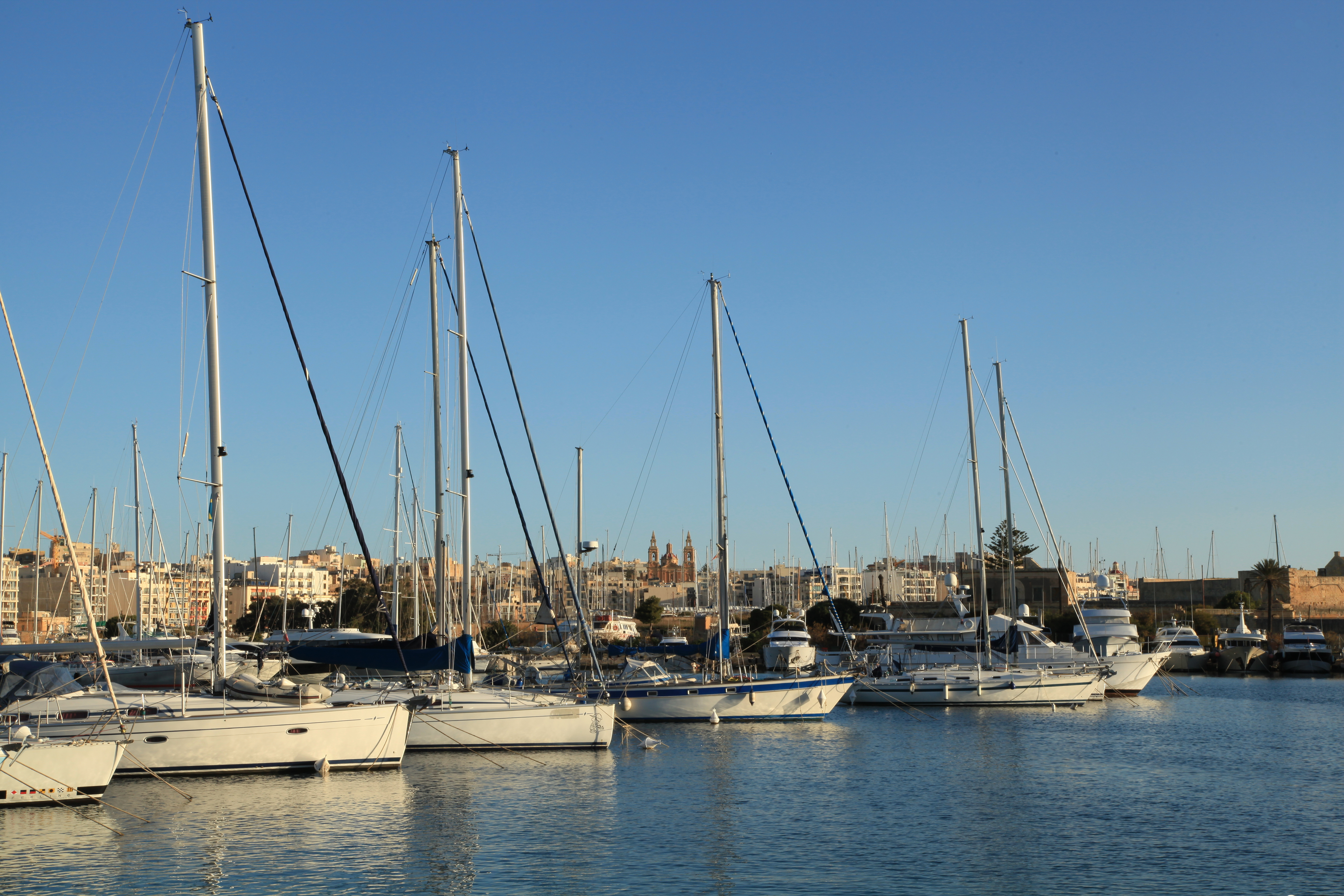
Porto turistico di Gżira

A metà del XIX secolo una villa fu costruita a Gżira dal cavalier Jacob Tagliaferro. Lentamente Gżira cominciò a svilupparsi in un sobborgo popolare di Sliema. Fino agli anni settanta, Gżira ospitava i bordelli, in particolare il Pit Snake, Britannia e Granada lungo e in prossimità dello Strand (il lungomare), attività economica che terminò quando l'esercito britannico abbandonò Malta il 31 marzo 1979.
Gżira ospita oggi numerosi uffici, ristoranti, istituti finanziari, imprese legali, società di scommesse online, immobili e uffici con una comunità multietnica e multiculturale di residenti. Nell'ultimo decennio, Gżira ha vissuto un boom immobiliare e nuovi edifici, soprattutto appartamenti, hanno sostituito i vecchi.
Di conseguenza, gran parte del carattere e del fascino delle case di fronte al mare è stato perso, anche se nel cuore di Gżira si trovano ancora esempi di facciate tradizionali maltesi, con balconi in legno (gallerija) e in ferro battuto. La proliferazione di appartamenti moderni a Gżira e lo sviluppo di edifici in altezza, come Metropolis e 14 East, hanno portato ad un'inflazione dei prezzi delle abitazioni, in quanto la residenza in città è sempre più ricercata sia dai maltesi sia dagli stranieri.

## Chiesa parrocchiale di Gżira

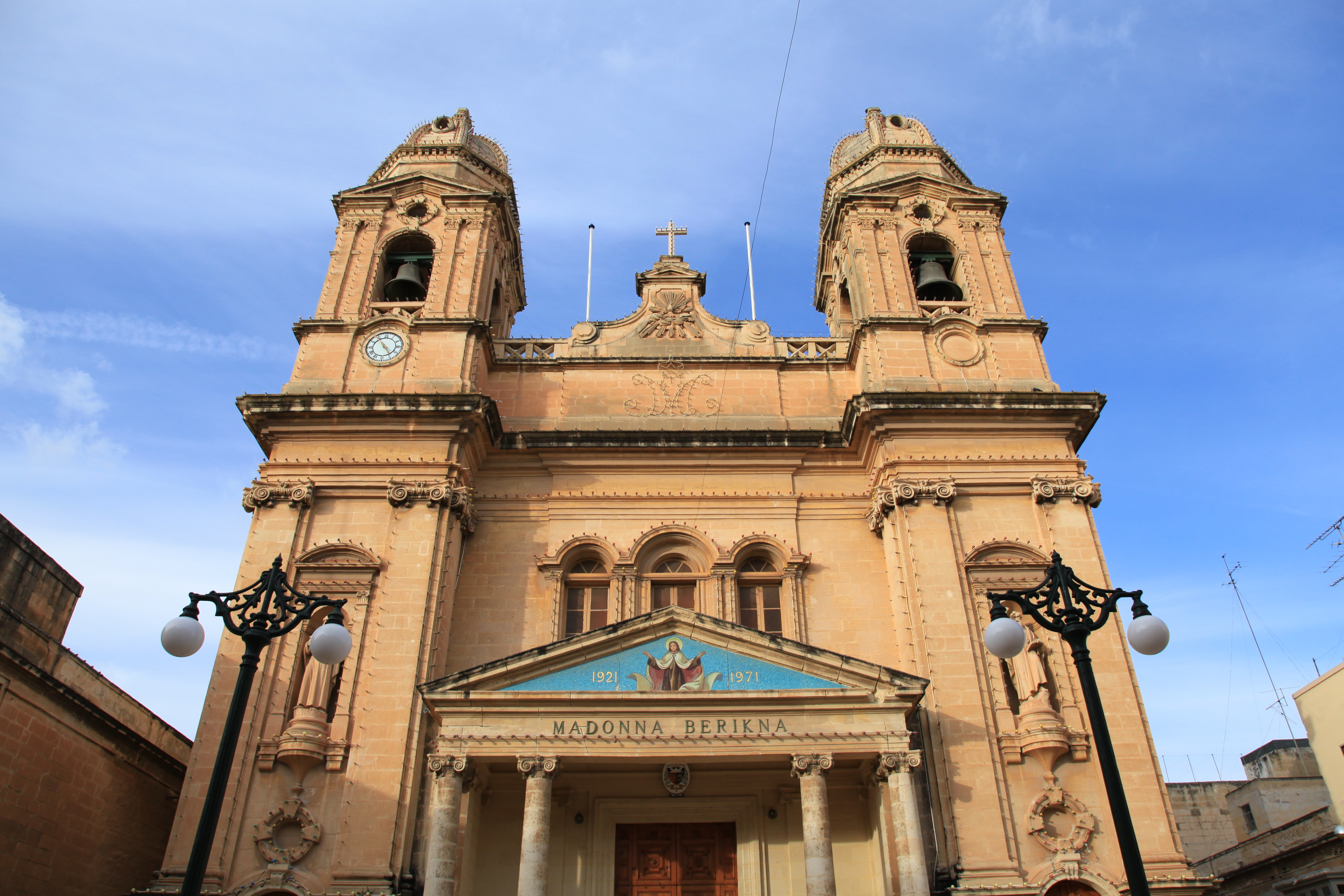
Parrocchiale di Gżira

La chiesa parrocchiale di Gżira è dedicata a Nostra Signora del Monte Carmelo, e la sua festa annuale viene celebrata la seconda domenica di luglio. La chiesa è conosciuta localmente come tal-Ġebla, o "della pietra". Ciò in riferimento a un incidente del 10 luglio 1902, quando tre marinai britannici ubriachi - William Walls, Charles Thurbull e John Packhun - volevano entrare in un bar che a quel tempo era chiuso. Quando Karmnu Brincat, proprietario del bar, si rifiutò di aprire, i marinai cominciarono a gettarvi contro delle pietre. Una di queste pietre colpì un piccolo santuario raffigurante un quadro di Nostra Signora del Monte Carmelo appeso fuori del bar. La pietra ruppe il vetro della teca, restandovi incastrata, mentre il dipinto rimase intatto.
La pietra fu rimossa dal reverendo Anton Manché e portata alla chiesa parrocchiale di Stella Maris a Sliema, il cui parroco a quel tempo era il Rev. Francis Vincent Manché, suo fratello. Per tre giorni vi si tennero preghiere e Messe di espiazione. Il reverendo Anton Manché costruì poi una piccola cappella a Gżira dove venne custodito il santuario. Il 7 luglio 1913 il vescovo Pietro Pace dichiarò la cappella come vice-parrocchiale, e il 15 maggio 1921 il vescovo don Mauro Caruana la elevò a parrocchiale. Il reverendo Anton Manché divenne il primo parroco di Gżira. L'attuale chiesa parrocchiale fu costruita tra il 1921 e il 1935. La cornice, il vetro rotto e la pietra lanciata contro il ritratto della Madonna sono ancora oggi visibili nella bellissima chiesa parrocchiale di Gżira. Il secondo parroco della storia della parrocchia di Gżira, dal 12 marzo 1935 fino alla sua morte il 18 novembre 1950, fu il reverendo Carlo Manché, uomo venerato da molti locali come santo.

## Amministrazione

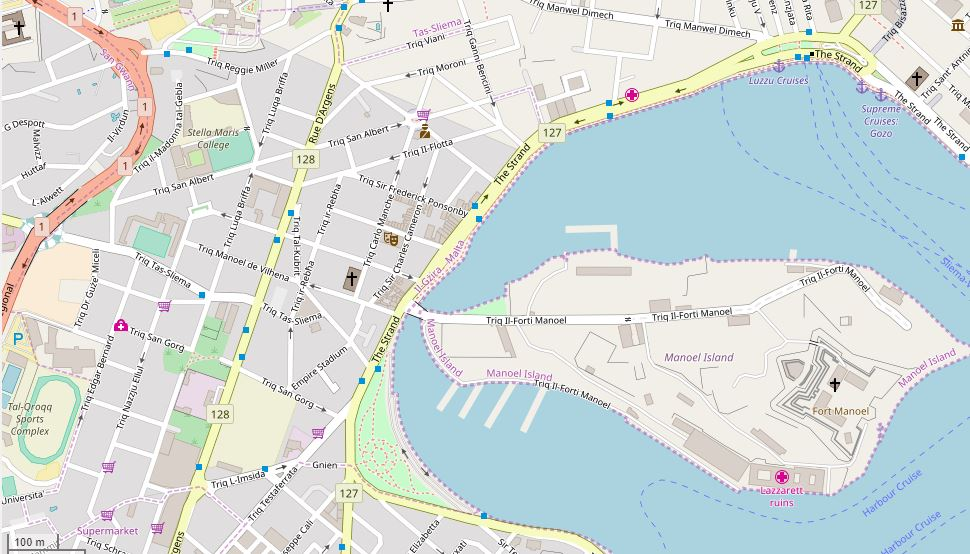
Mappa di Gzira

Il Consiglio Locale di Gżira come ente locale è stato istituito dal 1994 ed è regolato dalla legge sul Consiglio Locale XV del 1993. Ci sono state sette legislature. L'attuale legislatura è presieduta dal sindaco Conrad Borg Manché.

### Gemellaggi
Gżira è gemellata con Glyfada (Grecia) e Wałbrzych (Polonia).

### Zone a Gżira
- Village Core - area che circonda la chiesa parrocchiale di Gżira
- Il lungomare e la passeggiata
- Giardini del Consiglio d'Europa
- Marina di Gżira
- Isola Manoel

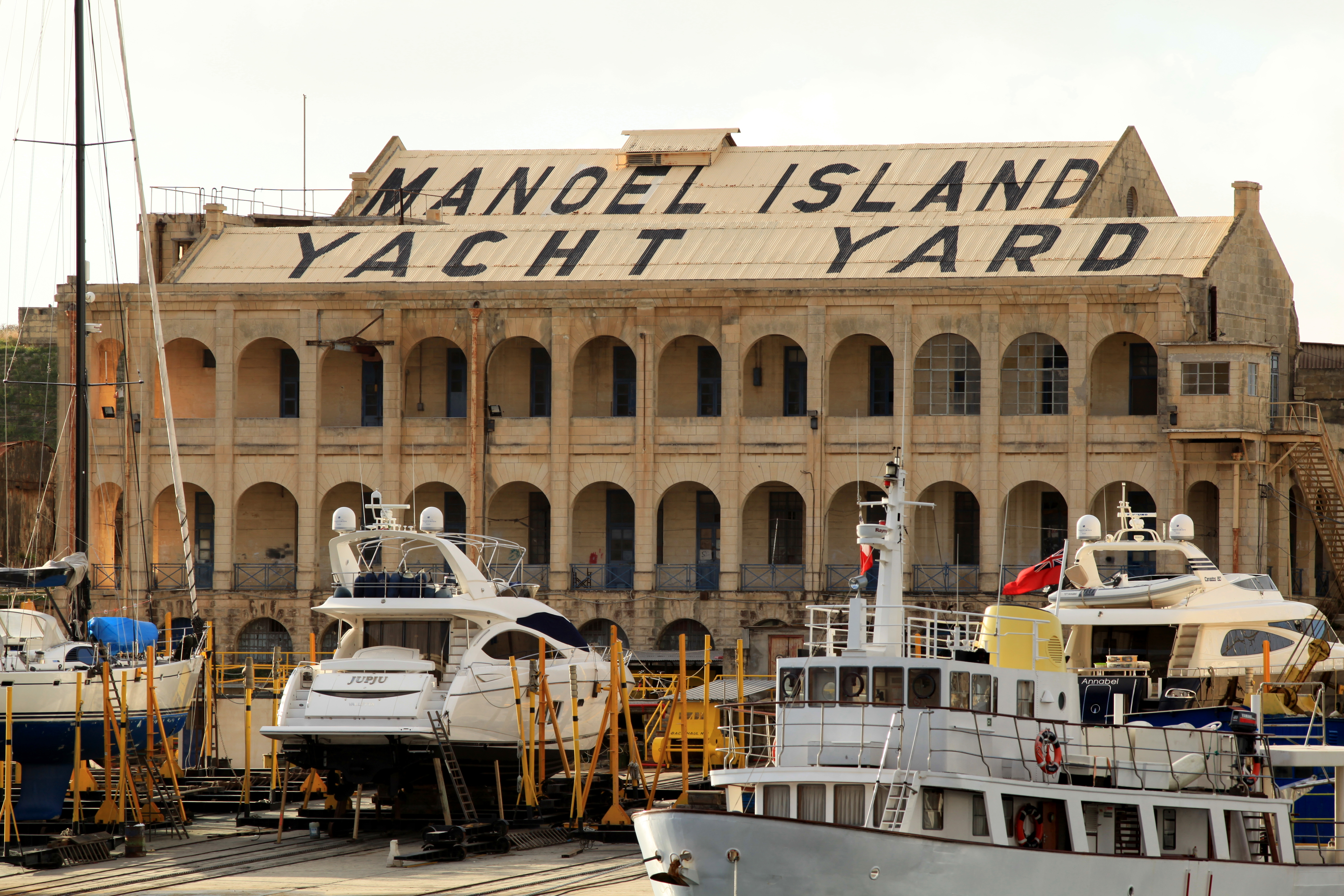
Manoel Island Yacht Yard
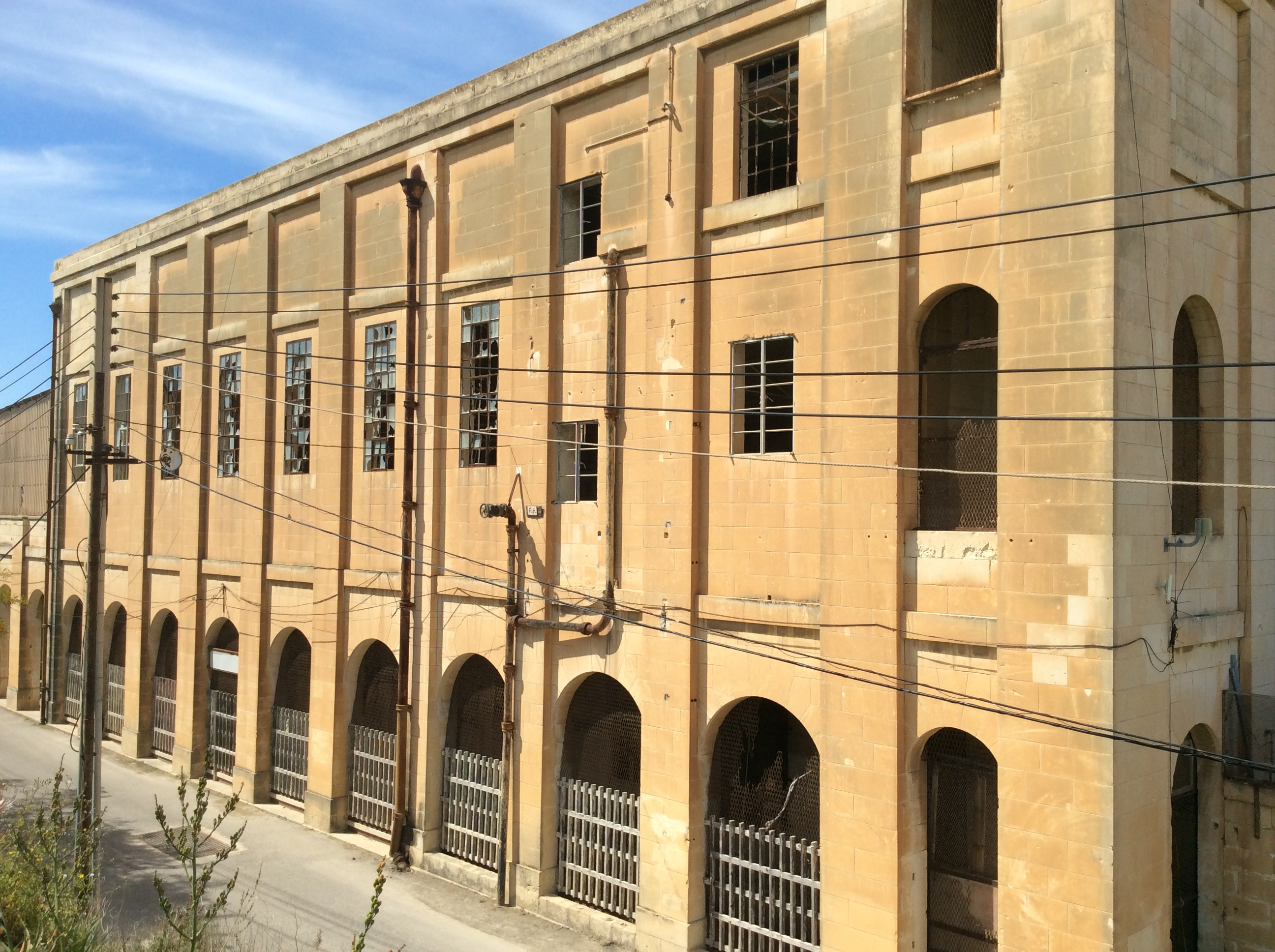
Manoel island, edifici coloniali britannici
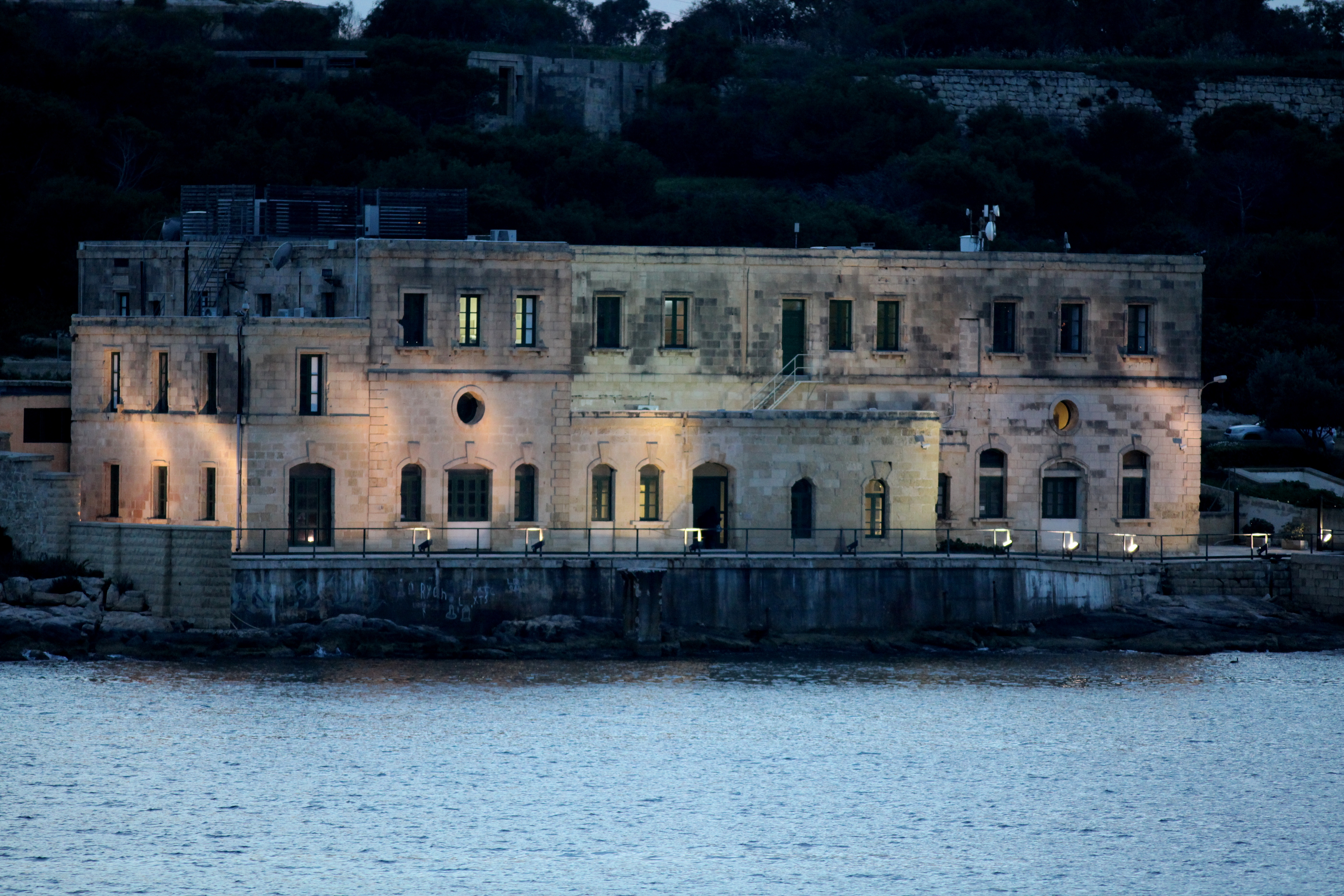
Manoel island
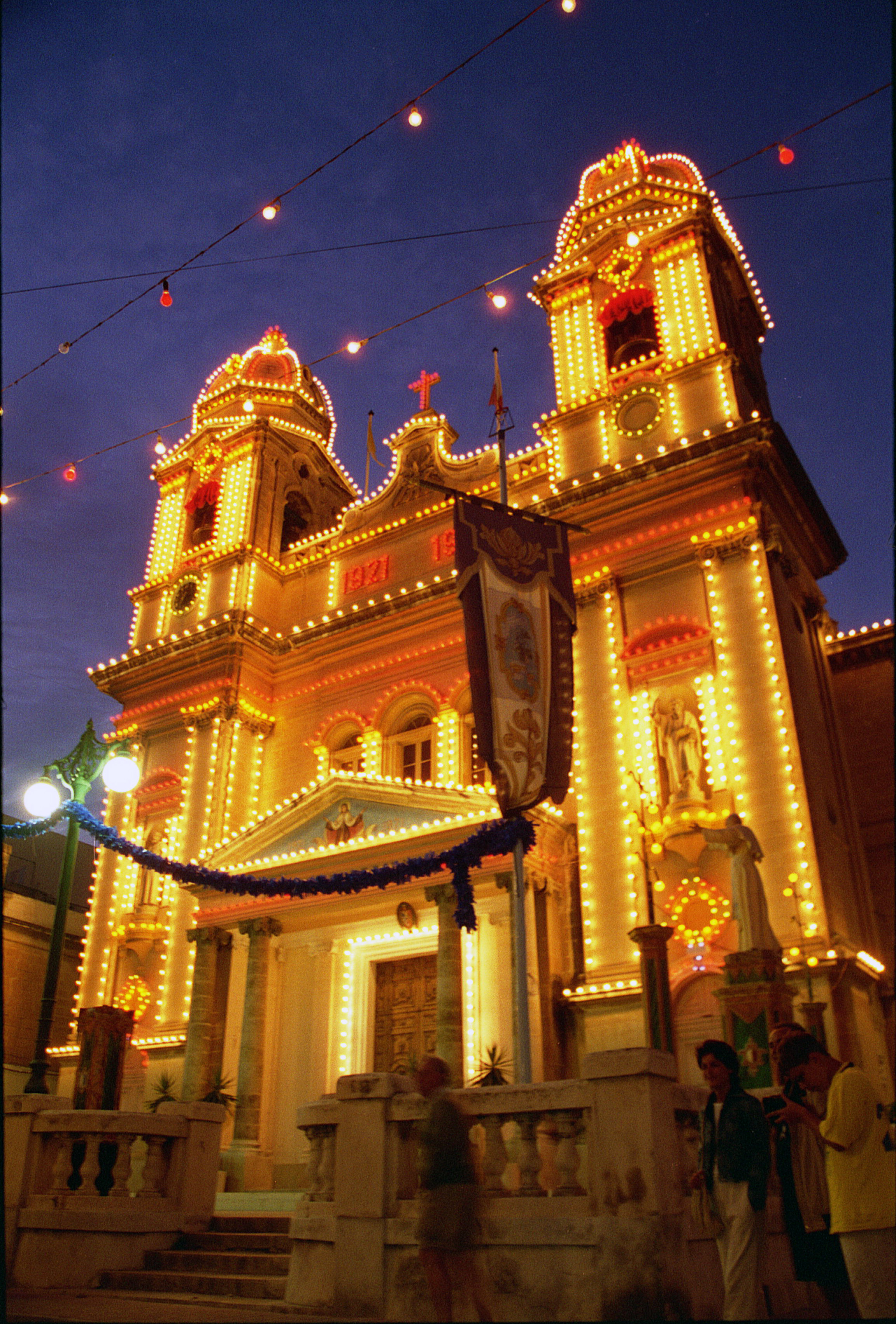
Parrocchiale durante la festa